# 道路新産業開発機構
一般財団法人道路新産業開発機構（どうろしんさんぎょうかいはつきこう、Highway Industry Development Organization、略称：HIDO）は、東京都文京区に本部を置き、道路に関連する新しい産業分野についての調査研究及び新しい産業の開発プログラムの策定を行っている法人。元国土交通省道路局所管。

## 概要
- 目的：道路に関連する新しい産業分野の開発についての調査研究、その開発プログラムの策定
- 設立：1984年7月2日
- 主な役員
  - 代表理事・会長：佐々木眞一（非常勤。元トヨタ自動車代表取締役副社長）
  - 代表理事・理事長：朝倉康夫（非常勤。東京工業大学教授）
  - 業務執行理事・副理事長：谷脇　暁（常勤）
  - 業務執行理事・常務理事：菊地春海（常勤）
  - 業務執行理事・理事：鈴木克宗（非常勤。株式会社エイテック会長）
- 本部所在地：東京都文京区関口1-23-6 プラザ江戸川橋ビル2階

2010年3月9日、「事業仕分け (行政刷新会議)第2弾」において、仕分け対象枠の公益法人に選定された。

## 組織
- 会長
- 理事長
- 理事会（理事14名、監事2名）
- 評議員会（評議員19名）
- 事務局
  - ITS・新道路創生本部
  - 調査部
  - 総務部
- 賛助会員

## 事業
1. 道路に関連する新しい産業分野についての調査研究
2. 道路に関連する新しい産業の開発プログラムの策定
3. 道路に関連する新しい産業の開発に資する公共的な業務の実施
  - ETC特定プローブデータの配信サービス
  - ETCを利用した特殊車両通行確認の車両登録
4. 道路に関連する新しい産業の開発についての関係機関との連絡及び調整並びに広報
  - 「道路行政セミナー」などの発行
5. 前各号に関連する委託された業務の執行

1. その他当機構の目的を達成するために必要な事業